# Pentameris longiglumis
Pentameris longiglumis är en gräsart som först beskrevs av Christian Gottfried Daniel Nees von Esenbeck, och fick sitt nu gällande namn av Ernst Gottlieb von Steudel. Pentameris longiglumis ingår i släktet Pentameris och familjen gräs. Inga underarter finns listade i Catalogue of Life.